# Алтернативна цена
Алтернативна цена (или алтернативни разходи) в микроикономиката е цената на дадена дейност, базирана на пропуснатите ползи от следващата най-добра възможност. Понятието се основава на идеята, че в свят с ограничени ресурси няма възможност да бъдат реализирани всички алтернативи. Затова в цената на дадено решение трябва да бъде калкулирана и цената на възможностите, пропуснати с реализацията му.
Например в цената на големите енергийни проекти в България (като изграждането на нова АЕЦ), трябва да се калкулира алтернативната цена на инвестирането на тези средства за енергийна ефективност или алтернативни енергийни източници. По подобен начин в едно домакинство при обмисляне на подмяна на колата, може да се калкулира алтернативната цена на поддръжка на старата кола.